# Vandellia multiflora
Vandellia multiflora är en tvåhjärtbladig växtart som först beskrevs av William Roxburgh, och fick sitt nu gällande namn av George Don jr. Vandellia multiflora ingår i släktet Vandellia och familjen Linderniaceae. Inga underarter finns listade i Catalogue of Life.